# Loire-Atlantique
Loire-Atlantique ( fransk udtale ?) er et fransk departement i regionen Pays-de-la-Loire. Hovedbyen er Nantes, og departementet har 1.134.266 indbyggere (1999).
Der er 3 arrondissementer, 31 kantoner og 212 kommuner i Loire-Atlantique.

## Cantoner
| INSEE kode | Navn                         |
| ---------- | ---------------------------- |
| 4401       | Aigrefeuille-sur-Maine       |
| 4402       | Ancenis                      |
| 4457       | La Baule-Escoublac           |
| 4403       | Blain                        |
| 4404       | Bouaye                       |
| 4405       | Bourgneuf-en-Retz            |
| 4406       | Carquefou                    |
| 4407       | La Chapelle-sur-Erdre        |
| 4408       | Châteaubriant                |
| 4409       | Clisson                      |
| 4410       | Le Croisic                   |
| 4411       | Derval                       |
| 4412       | Guémené-Penfao               |
| 4413       | Guérande                     |
| 4414       | Herbignac                    |
| 4415       | Legé                         |
| 4416       | Ligné                        |
| 4417       | Le Loroux-Bottereau          |
| 4418       | Machecoul                    |
| 4419       | Moisdon-la-Rivière           |
| 4447       | Montoir-de-Bretagne          |
| 4420       | Nantes 1er Canton            |
| 4421       | Nantes 2e Canton             |
| 4422       | Nantes 3e Canton             |
| 4423       | Nantes 4e Canton             |
| 4424       | Nantes 5e Canton             |
| 4425       | Nantes 6e Canton             |
| 4426       | Nantes 7e Canton             |
| 4448       | Nantes 8e Canton             |
| 4449       | Nantes 9e Canton             |
| 4450       | Nantes 10e Canton            |
| 4458       | Nantes 11e Canton            |
| 4427       | Nort-sur-Erdre               |
| 4428       | Nozay                        |
| 4454       | Orvault                      |
| 4429       | Paimboeuf                    |
| 4430       | Le Pellerin                  |
| 4431       | Pontchâteau                  |
| 4432       | Pornic                       |
| 4451       | Rezé                         |
| 4433       | Riaillé                      |
| 4434       | Rougé                        |
| 4435       | Saint-Étienne-de-Montluc     |
| 4436       | Saint-Gildas-des-Bois        |
| 4452       | Saint-Herblain-Est           |
| 4455       | Saint-Herblain-Ouest-Indre   |
| 4437       | Saint-Julien-de-Vouvantes    |
| 4438       | Saint-Mars-la-Jaille         |
| 4456       | Saint-Nazaire-Centre         |
| 4439       | Saint-Nazaire-Est            |
| 4453       | Saint-Nazaire-Ouest          |
| 4440       | Saint-Nicolas-de-Redon       |
| 4441       | Saint-Père-en-Retz           |
| 4442       | Saint-Philbert-de-Grand-Lieu |
| 4443       | Savenay                      |
| 4444       | Vallet                       |
| 4445       | Varades                      |
| 4446       | Vertou                       |
| 4459       | Vertou-Vignoble              |